# Ellinah Wamukoya
Ellinah Ntombi Wamukoya, née en 1951 et morte le 19 janvier 2021, est l'évêque anglican du diocèse d'Eswatini de 2012 à 2021.
Appartenant à l'Église anglicane du Sud de l'Afrique (Anglican Church of Southern Africa), elle est la première femme évêque anglican en Afrique, succédant à Meshack Mabuza en 2012,.

## Biographie
Elle a étudié à l'université du Botswana, à l'université nationale du Lesotho et à l'université d'Eswatini.
Elle a été élue le 18 juillet 2012 et consacrée le 17 novembre 2012,,.
Elle meurt le 19 janvier 2021 à l'âge de 69 ans.
 